# Beth Killough Chapman
Beth Killough Chapman (Geburtsname: Beth Killough; * 6. April 1962 in Greenville, Alabama) ist eine ehemalige US-amerikanische Politikerin der Republikanischen Partei, die unter anderem von 2003 bis 2007 State Auditor of Alabama sowie zwischen 2007 und 2013 Secretary of State of Alabama war.

## Leben
Beth Killough Chapman absolvierte nach dem Besuch der Fort Dale Academy ein grundständiges Studium an der University of Montevallo, welches sie mit einem Bachelor of Science (B.S.) beendete. Ein darauf folgendes postgraduales Studium an der University of Alabama at Birmingham (UAB) schloss sie mit einem Master of Science (M.S.) ab. Sie engagierte sich in der akademischen Schwesternschaft Alpha Gamma Delta (ΑΓΔ) und der Honor Society Omicron Delta Kappa (ΟΔΚ). Sie war von 1995 bis 1996 als Ernennungssekretärin im Kabinett von Gouverneur Fob James tätig und war damit die erste Frau in diesem Amt. Nach einer Tätigkeit in der Privatwirtschaft in ihrem eigenen Unternehmen Beth Chapman and Associates, LLC war sie von 2000 bis 2001 Pressesprecherin von Vizegouverneur Steve Windom.
Am 5. November 2002 wurde Beth Chapman nach dem Gewinn der Vorwahl (Primary) am 4. Juni 2002 und der Stichwahl (Runoff) der Republikanischen Partei am 25. Juni 2002 am 5. November 2002 mit 52,56 Prozent der Stimmen zur Rechnungsprüferin des Staates Alabama (State Auditor of Alabama) gewählt und bekleidete dieses Amt als Nachfolgerin von Susan Parker vom 20. Januar 2003 bis zu ihrer Ablösung durch Samantha Shaw am 15. Januar 2007 unter Gouverneur Bob Riley. Während dieser Zeit war sie vom 30. August bis 2. September 2004 im Madison Square Garden in New York City Delegierte für Alabama auf der Republican National Convention und gehörte bei der US-Präsidentschaftswahl 1972 dem Wahlmännerkollegium (Electoral College) an und stimmte dabei für George W. Bush und dessen Vizepräsidentschaftskandidaten Dick Cheney.
Im Anschluss wurde Beth Chapman am 7. November 2006 mit 57,58 Prozent erstmals zur Staatssekretärin von Alabama (Secretary of State of Alabama) gewählt und bekleidete dieses Amt nach ihrer Wiederwahl am 7. November 2010 mit 62,3 Prozent als Nachfolgerin von Nancy Worley vom 15. Januar 2007 bis zu ihrer Ablösung durch James R. Bennett am 31. Juli 2013 unter den Gouverneuren Bob Riley (2007 bis 2011) und Robert J. Bentley (2011 bis 2013). Nach ihrem Rücktritt als Staatssekretärin übernahm sie eine Funktion bei der Alabama Farmers Federation.
Aus ihrer Ehe mit James Chapman (1960–2011) gingen zwei Kinder hervor.

## Veröffentlichung
- The Power of Patriotism. The Speech Heard Around the World, 2003